# Seven de Australia 2019
El Seven de Australia de 2019 fue la decimosexta edición del torneo australiano de rugby 7, fue el cuarto torneo de la temporada 2018-19 de la Serie Mundial Masculina de Rugby 7.
Se disputó en el Sydney Showground Stadium de Sídney.

## Fase de grupos

### Grupo A
| Equipo     | Encuentros | Encuentros | Encuentros | Encuentros | Tantos  | Tantos    | Tantos     | Puntos |
| Equipo     | jugados    | ganados    | empatados  | perdidos   | a favor | en contra | diferencia | Puntos |
| ---------- | ---------- | ---------- | ---------- | ---------- | ------- | --------- | ---------- | ------ |
| Fiyi       | 3          | 3          | 0          | 0          | 65      | 24        | +41        | 9      |
| Inglaterra | 3          | 2          | 0          | 1          | 67      | 26        | +41        | 7      |
| Japón      | 3          | 1          | 0          | 2          | 26      | 82        | –56        | 5      |
| Samoa      | 3          | 0          | 0          | 3          | 41      | 67        | –26        | 2      |

Nota: Se otorgan 3 puntos al equipo que gane un partido, 2 al que empate y 1 al que pierda

### Grupo B
| Equipo         | Encuentros | Encuentros | Encuentros | Encuentros | Tantos  | Tantos    | Tantos     | Puntos |
| Equipo         | jugados    | ganados    | empatados  | perdidos   | a favor | en contra | diferencia | Puntos |
| -------------- | ---------- | ---------- | ---------- | ---------- | ------- | --------- | ---------- | ------ |
| Estados Unidos | 3          | 3          | 0          | 0          | 84      | 14        | +70        | 9      |
| Francia        | 3          | 2          | 0          | 1          | 57      | 36        | +21        | 7      |
| Canadá         | 3          | 1          | 0          | 2          | 50      | 67        | –17        | 5      |
| Kenia          | 3          | 0          | 0          | 3          | 31      | 105       | –74        | 3      |

### Grupo C
| Equipo        | Encuentros | Encuentros | Encuentros | Encuentros | Tantos  | Tantos    | Tantos     | Puntos |
| Equipo        | jugados    | ganados    | empatados  | perdidos   | a favor | en contra | diferencia | Puntos |
| ------------- | ---------- | ---------- | ---------- | ---------- | ------- | --------- | ---------- | ------ |
| Nueva Zelanda | 3          | 3          | 0          | 0          | 110     | 14        | +96        | 9      |
| España        | 3          | 2          | 0          | 1          | 31      | 53        | –22        | 7      |
| Gales         | 3          | 1          | 0          | 2          | 45      | 60        | –15        | 5      |
| Escocia       | 3          | 0          | 0          | 3          | 19      | 78        | –59        | 3      |

### Grupo D
| Equipo    | Encuentros | Encuentros | Encuentros | Encuentros | Tantos  | Tantos    | Tantos     | Puntos |
| Equipo    | jugados    | ganados    | empatados  | perdidos   | a favor | en contra | diferencia | Puntos |
| --------- | ---------- | ---------- | ---------- | ---------- | ------- | --------- | ---------- | ------ |
| Sudáfrica | 3          | 2          | 0          | 1          | 91      | 44        | +47        | 7      |
| Australia | 3          | 2          | 0          | 1          | 75      | 50        | +25        | 7      |
| Argentina | 3          | 2          | 0          | 1          | 73      | 51        | +22        | 7      |
| Tonga     | 3          | 0          | 0          | 3          | 17      | 111       | –94        | 3      |

## Fase Final

### Cuartos de final
| 3 de febrero | Fiyi | 22 - 17 | Australia |  |  |

| 3 de febrero | Nueva Zelanda | 28 - 5 | Francia |  |  |

| 3 de febrero | Sudáfrica | 5 - 26 | Inglaterra |  |  |

| 3 de febrero | Estados Unidos | 38 - 10 | España |  |  |

### Semifinal
| 3 de febrero | Fiyi | 14 - 36 | Nueva Zelanda |  |  |

| 3 de febrero | Inglaterra | 7 - 14 | Estados Unidos |  |  |

### Final
| 3 de febrero | Nueva Zelanda | 21 - 5 | Estados Unidos |  |  |

| Bandera de Nueva Zelanda |
| Campeón Nueva Zelanda    |
| 2º título del circuito   |